# 黎诞登
黎诞登，广东顺德人，是一名清朝政治人物。举人出身。
黎诞登曾于1795年接替牛兆奎任娄县知县一职，1796年由张昌运接任。